# Thomas Schmid (Politiker, 1975)
Thomas Schmid (* 18. Oktober 1975 in Eisenstadt) ist ein österreichischer Politiker der Sozialdemokratischen Partei Österreichs (SPÖ). Seit 2017 ist er Bürgermeister der Marktgemeinde Oggau am Neusiedler See, ab dem 17. Februar 2020 war er Abgeordneter zum Burgenländischen Landtag. Seit dem 6. Februar 2025 ist er vom Burgenländischen Landtag entsandtes Mitglied des Bundesrates.

## Leben

### Ausbildung und Beruf
Thomas Schmid wurde als Sohn des Politikers Ernst Schmid geboren. Er besuchte nach der Volksschule in Oggau am Neusiedler See und der Unterstufe am Bundesgymnasium Kurzwiese in Eisenstadt die HTBLA Eisenstadt, wo er 1995 maturierte. 1995/96 leistete er den Präsenzdienst. Er war Sales Support Engineer bei der Schindler Fahrtreppen International GmbH, 2018 wurde er Projektleiter bei der Energie Burgenland – Dienstleistung und Technik GmbH.

### Politik
Schmid ist seit 2001 SPÖ-Ortsparteivorsitzender in Oggau, wo er ab 2004 dem Gemeinderat angehörte. Nach der Gemeinderatswahl 2017 folgte er seinem Vater als Bürgermeister von Oggau nach, der dieses Amt zwanzig Jahre lang ausübte. Bei der vorgezogenen Landtagswahl im Burgenland 2020 kandidierte er im Landtagswahlkreis 2 (Bezirk Eisenstadt-Umgebung, Eisenstadt und Rust) auf dem achten Listenplatz. Nach dem Mandatsverzicht des vor ihm gereihten Harald Neumayer wurde er am 17. Februar 2020 in der konstituierenden Sitzung der XXII. Gesetzgebungsperiode als Abgeordneter zum Burgenländischen Landtag angelobt, wo er Mitglied des Petitionsausschusses sowie des Umweltausschusses wurde. Im SPÖ-Landtagsklub fungiert er als Bereichssprecher für Raumplanung und Dorferneuerung. Im Oktober 2022 wurde er bei der Bürgermeisterwahl als Bürgermeister bestätigt.
Nach der Landtagswahl 2025 wechselte er am 6. Februar 2025 zu Beginn der XXIII. Gesetzgebungsperiode vom Landtag in den Bundesrat.